# Günther von Kluge
Günther von Kluge (teljes nevén Hans Günther von Kluge Posen, 1882. október 30. – 1944. augusztus 19.) német katonatiszt.

## Életpályája
Porosz katonacsaládban született. Kluge a Blitzkrieg tervével vált ismertté, és lett tábornagy.
Az első világháború alatt törzstisztként szolgált, és 1916-ban részt vett a verduni csatában. 1936-ra már altábornagyi rendfokozatban szolgált, majd 1937-ben átvette a 6. hadsereg parancsnokságát, melyből később a 4. hadsereg lett, amit 1939-ben lengyelországi hadjáratban vezetett. Bár ellenezte a nyugati támadás tervét, ő vezette a 4. hadsereg támadását  az Ardenneken keresztül, ami franciaországi hadjáratban érte el tetőpontját. 1940 júliusában előléptették tábornaggyá. Továbbra is a 4. hadsereg parancsnoka maradt a Barbarossa hadművelet alatt, ahol feszült viszonyba került Heinz Guderiannal taktikai kérdések és Guderian későbbi engedetlensége miatt.
Miután Fedor von Bock-ot menesztették a Közép Hadseregcsoport vezetéséből 1941 végén, Klugét előléptették és ő vezette a hadseregcsoportot 1943 októberéig, amikor megsebesült. Von Kluge gyakran figyelte az irányítása alatt lévő hadosztályokat repülőjéről. Repülései közben unaloműzésként néha rókákra vadászott – határozottan szokatlanul – a levegőből. 1943. október 27-én Kluge súlyosan megsérült, mikor autója felborult a Minszk – Szmolenszk úton. 1944 júliusáig nem tudott szolgálatba állni. Gyógyulása után ő lett a nyugati német erők (Oberbefehlshaber West) parancsnoka, Gerd von Rundstedt helyett.
A német katonai ellenállás vezetője, Henning von Tresckow, von Kluge vezérkari főnökeként szolgált a Közép Hadseregcsoportban, így von Kluge is némiképp benne volt az ellenállásban. Egykori tisztjétől, Georg von Boeselagertől információkat kapott, így tudott von Tresckow tervéről, miszerint lelövik Hitlert, miközben szemlét tart a Közép Hadseregcsoportnál. Von Kluge viszont minden segítséget visszautasított, amint kiderült hogy Hitler túlélte Stauffenberg merényletét, és a Hitler elleni bombamerénylet szervezői támogatását kérték. A merényletet követően von Klugét Hitler Berlinbe hívta. A német tiszt úgy gondolta, hogy Hitler meg fogja büntetni, mert úgy gondolja benne volt az összeesküvésben, így a Berlinbe tartó repülőgépen ciánkapszulával véget vetett életének. Von Kluge hagyott egy levelet Hitlernek, melyben azt tanácsolja a Führernek, hogy kössön békét és „vessen véget ennek a reménytelen harcnak, mikor szükséges…”. Mikor Hitler elolvasta a levelet, állítólag átnyújtotta azt Alfred Jodlnak és megjegyezte: „Ha von Kluge nem lett volna öngyilkos, akkor le lenne tartóztatva”.
Günther von Kluge beceneve a katonák közt der kluge Hans, azaz „Okos Hans” volt. Igaz, a Hans nem volt az igazi nevének része, de ezt a nevet karrierje elején szerezte, mikor eszét dicsérték, ugyanis akkoriban volt egy ünnepelt ló, ami állítólag dátumokat tudott megjegyezni és számolt. A lovat Okos Hansnak nevezték, így von Kluge is megkapta a ló nevét.